# Leichtathletik-Europameisterschaften 1946/110 m Hürden der Männer

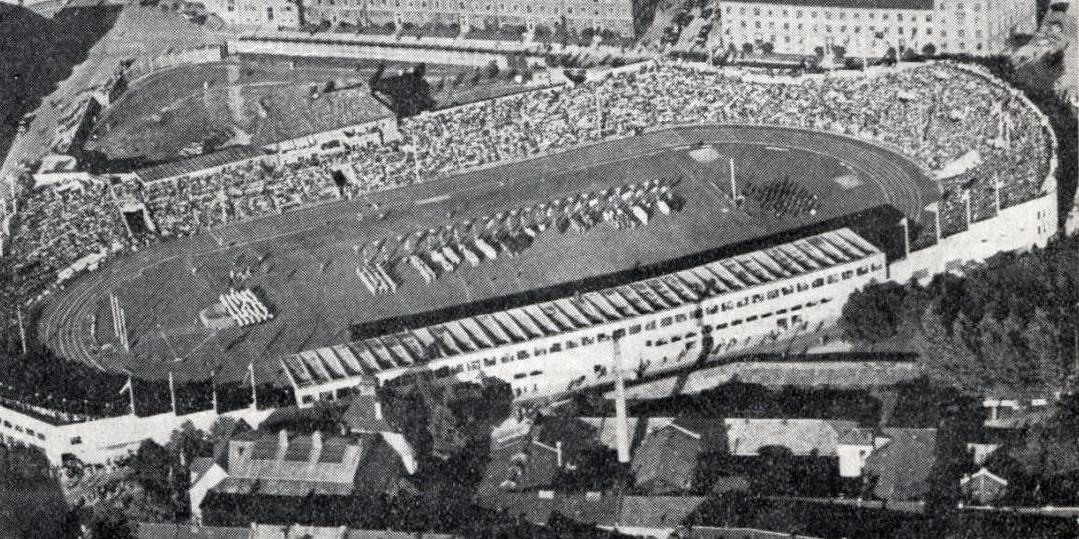
Das Bislett-Stadion in Oslo kurz nach den Europameisterschaften

Der 110-Meter-Hürdenlauf der Männer bei den Leichtathletik-Europameisterschaften 1946 wurde am 24. und 25. August 1946 im Bislett-Stadion der norwegischen Hauptstadt Oslo ausgetragen.
Es siegte der Europarekordler und Vizeeuropameister von 1938 Håkan Lidman aus Schweden. Den zweiten Platz belegte der Belgier Pol Braekman. Bronze ging an den Finnen Väinö Suvivuo.

## Bestehende Rekorde
| Weltrekord           | 13,7 s | Forrest Towns | Philadelphia, USA    | 27. August 1936    |
| Weltrekord           | 13,7 s | Fred Wolcott  | Oslo, Norwegen       | 29. Juni 1941      |
| Europarekord         | 14,0 s | Håkan Lidman  | Mailand, Italien     | 22. September 1940 |
| Meisterschaftsrekord | 14,3 s | Don Finlay    | EM Paris, Frankreich | 4. September 1938  |

Der bestehende EM-Rekord wurde bei diesen Europameisterschaften nicht erreicht. Die schnellste Zeit erzielte der schwedische Europameister Håkan Lidman mit 14,6 s, womit er den Rekord um drei Zehntelsekunden verfehlte. Zu seinem eigenen Europarekord fehlten ihm sechs, zum Weltrekord neun Zehntelsekunden.

## Vorrunde
24. August 1946, 17.10 Uhr
Die Vorrunde wurde in zwei Läufen durchgeführt. Die ersten drei Athleten pro Lauf – hellblau unterlegt – qualifizierten sich für das Finale.

### Vorlauf 1
| Platz | Name                | Nation     | Zeit (s) |
| ----- | ------------------- | ---------- | -------- |
| 1     | Pol Braekman        | Belgien    | 14,8     |
| 2     | Gösta Risberg       | Schweden   | 14,9     |
| 3     | Edvin Larsen        | Dänemark   | 14,9     |
| 4     | André-Jacques Marie | Frankreich | 15,0     |
| 5     | Veikko Jussila      | Finnland   | 15,1     |
| 6     | József Kiss         | Ungarn     | 15,5     |

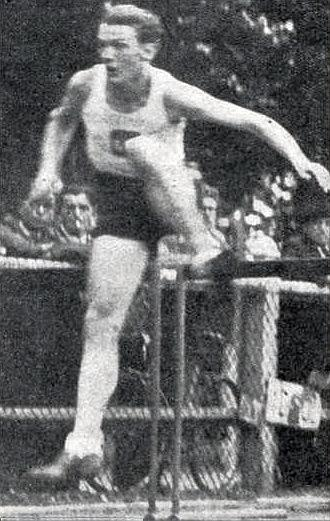
André-Jacques Marie schied als Vierter des ersten Vorlaufs aus
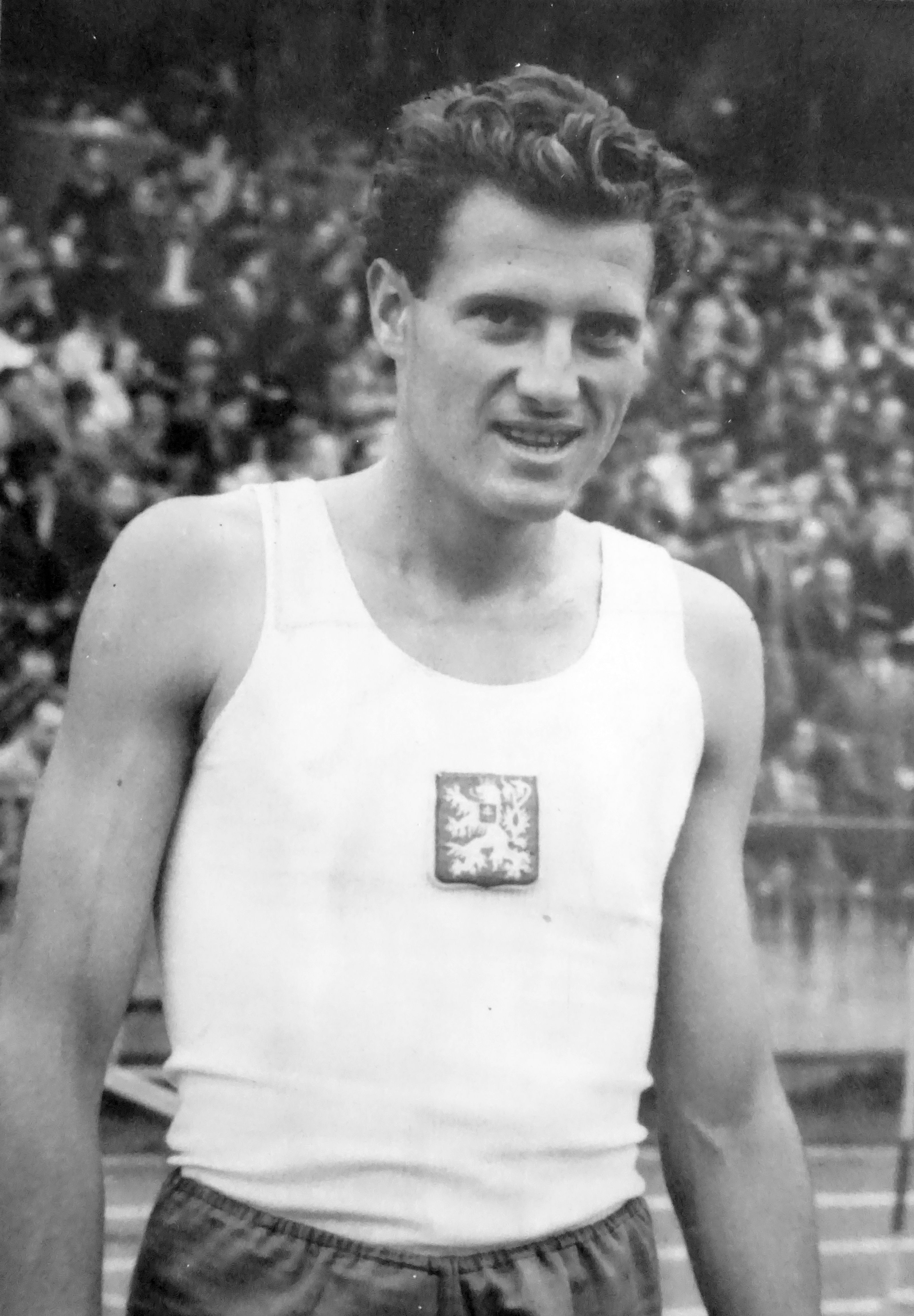
Als Fünfter des zweiten Vorlaufs erreichte Milan Tošnar nicht das Finale

### Vorlauf 2
| Platz | Name                | Nation           | Zeit (s) |
| ----- | ------------------- | ---------------- | -------- |
| 1     | Håkan Lidman        | Schweden         | 14,7     |
| 2     | Väinö Suvivuo       | Finnland         | 15,1     |
| 3     | Henri Maignan       | Frankreich       | 15,2     |
| 4     | Pierre Van de Sijpe | Belgien          | 15,4     |
| 5     | Milan Tošnar        | Tschechoslowakei | 15,4     |
| 6     | Werner Christen     | Schweiz          | 15,6     |

## Finale

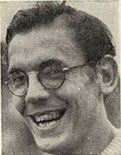
Europameister Håkan Lidman

25. August 1946
| Platz | Name          | Nation     | Zeit (s) |
| ----- | ------------- | ---------- | -------- |
| 1     | Håkan Lidman  | Schweden   | 14,6     |
| 2     | Pol Braekman  | Belgien    | 14,9     |
| 3     | Väinö Suvivuo | Finnland   | 15,0     |
| 4     | Gösta Risberg | Schweden   | 15,2     |
| 5     | Edvin Larsen  | Dänemark   | 15,3     |
| 6     | Henri Maignan | Frankreich | 15,5     |